# 森之愛情
《森之愛情》，商業電台叱咤903自2006年12月18日在《架勢堂》節目時段內，於23:30播放的廣播劇。《森之愛情Ｉ》和《森之愛情Ⅱ》及後由香港電視廣播有限公司改編為短編電視劇，除了森美、王菀之、小儀演出外，亦會加上森美移動、張敬軒、I Love You Boyz、陳法拉等角色。

## 森之愛情I
森美在12月初時，曾表示想撰寫一套關於愛情的廣播劇，適逢臨近聖誕，所以便用聖誕作為他首個個人廣播劇的題材，內容圍繞愛情，有喜有悲，而每晚的故事互相沒有關聯，為獨立的故事。
此廣播劇的演員只有男主角森美，女主角王菀之及大配角小儀、Uma和金志堅、為增加劇中對情的表達，森美請來一名叫藍詩的少女與他一同編劇，此劇混音為。

### 分集劇名
- 第一集（我的病人）
- 第二集（十年後的答案）
- 第三集（兩個人的聖誕）
- 第四集（我愛土瓜灣）
- 第五集（滿天星）
- 第六集（My cup of Coffee）
- 第七集（我好愛你）
- 第八集（45度的Bunny）
- 第九集（想愛不相愛）
- 第十集（Magic Eleven）

## 森之愛情II 電燈膽
因首套《森之愛情》取得不錯的反應，森美決定於情人節加推第二輯《森之愛情》。此輯廣播劇共有八集。
第二輯《森之愛情》由森美和鄧麗欣（Stephy）主演，小儀、詹志民、阿金等為配角。其中森美在劇中分飾梁日曦和梁月星兩角。
故事背景：梁日曦和梁月星為孖生兄弟，亦同時愛上Stephy。不過梁月星為人較內向，缺乏自信，不敢向Stephy表白，只敢暗戀。
故事講述梁日曦於一次交通意外後身亡後，梁月星如何裝成梁日曦替其哥哥完成其心願。梁日曦為全球最著名的鋼琴演奏家，他生前曾希望能用他第四個世界性音樂獎項予Stephy作其生日禮物。月星基於他對Stephy的愛和兄弟之情，他排除萬難，包括與關係破裂了的師父修補關係，與Stephy分開等令自己專心練琴。最後，月星在該大賽中彈奏了《電燈膽》一曲後便奪塵而去，後來他回到香港後，Stephy亦已不辭而別。後來，他們於一遊樂場摩天輪中相遇作結。
森美在《森之愛情II 電燈膽》播出後製作了三集名為《生滋愛情II 電鬚刨》的趣劇，由《電燈膽》中剪輯一些片段，再由森美配上另外一些對白。

## 参見
- 森之愛情 (電視劇)

## 相關網站
- 《森之愛情Ｉ》及《森之愛情Ⅱ》節目重溫 （页面存档备份，存于）（收費重溫）
- 《森之愛情Ⅱ》 詩集及節目重溫（免費重溫）